# منطقه ۱ پاریس
منطقه ۱ پاریس (به انگلیسی: Ier arrondissement) یکی از ۲۰ منطقه‌های پاریس پایتخت فرانسه است. در زبان فرانسه محاوره ای به این منطقه به عنوان برتر (اول) گفته می‌شود.
این منطقه با نام لوور نیز معروف است، در اصل در ساحل سمت راست رودخانه سن واقع شده‌است. همچنین شامل انتهای غربی ایل دو لا سیته است. یکی از قدیمی‌ترین مناطق در پاریس است.
کم جمعیت‌ترین از نظر وسایل نقلیه شهری و یکی از کوچکترین مناطق به‌شمار می‌رود که بخش قابل توجهی از آن توسط موزه لوور و باغ‌های تویلری اشغال شده‌است. فروم دآل بزرگترین مرکز خرید پاریس است. بخش اعظم این منطقه به تجارت و دولت اختصاص داده شده‌است.

## جغرافیا
منطقه ۱ پاریس اندازه بسیار کوچکی دارد و مساحت آن ۱٫۸۳ کیلومتر مربع (۰٫۷۰۵ مایل مربع یا ۴۵۱ هکتار) است.

### جمعیت تاریخی
| سال (از سرشماری‌های فرانسه) | جمعیت  | تراکم (در هر کیلومتر مربع) |
| -------------------------- | ------ | -------------------------- |
| ۱۸۶۱                       | ۸۹٬۵۱۹ | ۴۹٬۰۲۵                     |
| ۱۸۷۲                       | ۷۴٬۲۸۶ | ۴۰٬۵۹۳                     |
| ۱۹۵۴                       | ۳۸٬۹۲۶ | ۲۱٬۲۷۱                     |
| ۱۹۶۲                       | ۳۶٬۵۴۳ | ۲۰٬۰۱۳                     |
| ۱۹۶۸                       | ۳۲٬۳۳۲ | ۱۷٬۷۰۶                     |
| ۱۹۷۵                       | ۲۲٬۷۹۳ | ۱۲٬۴۸۲                     |
| ۱۹۸۲                       | ۱۸٬۵۰۹ | ۱۰٬۱۳۶                     |
| ۱۹۹۰                       | ۱۸٬۳۶۰ | ۱۰٬۰۵۵                     |
| ۱۹۹۹                       | ۱۶٬۸۸۸ | ۹٬۲۴۹                      |
| ۲۰۰۹                       | ۱۷٬۶۱۴ | ۹٬۶۹۲                      |

## اقتصاد
دفتر هواپیمایی کورین ایر فرانسه در منطقه ۱ واقع شده‌است.

## نقشه منطقه

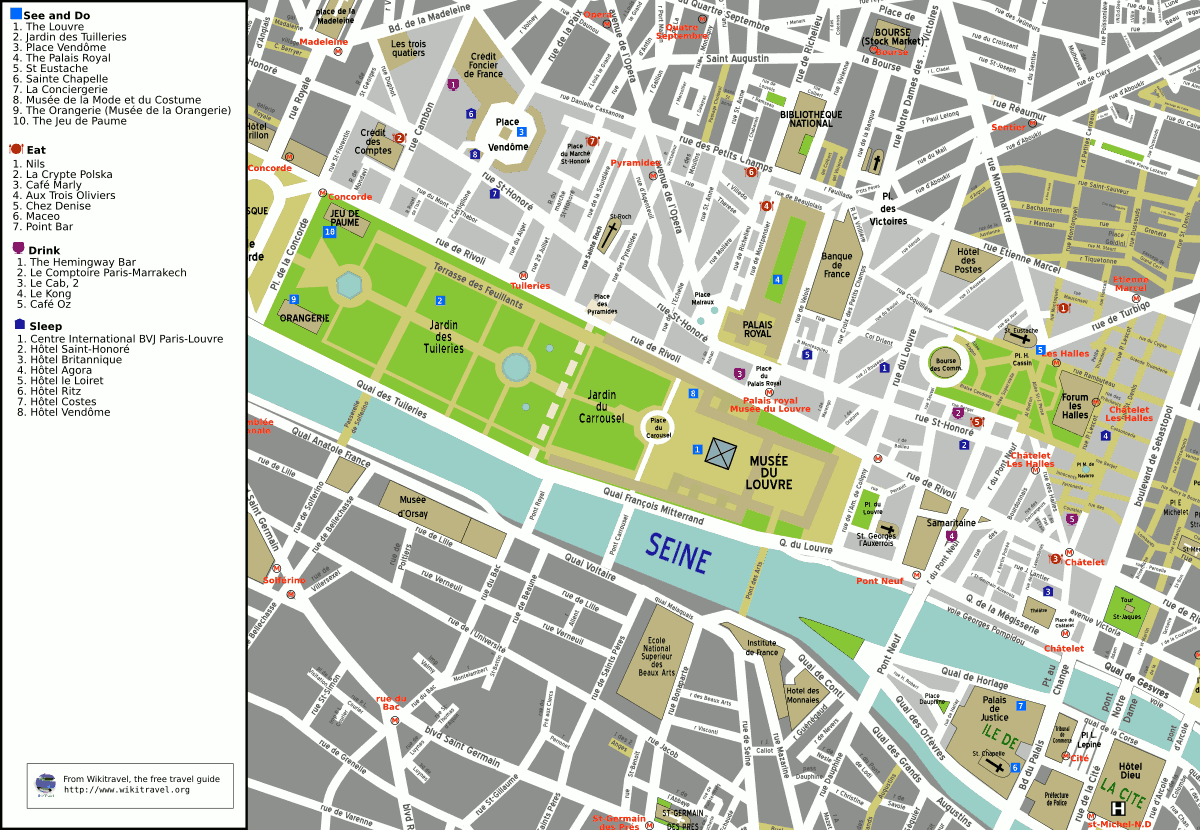
نقشه منطقه ۱.

## منظره شهری

### مکان‌های دیدنی

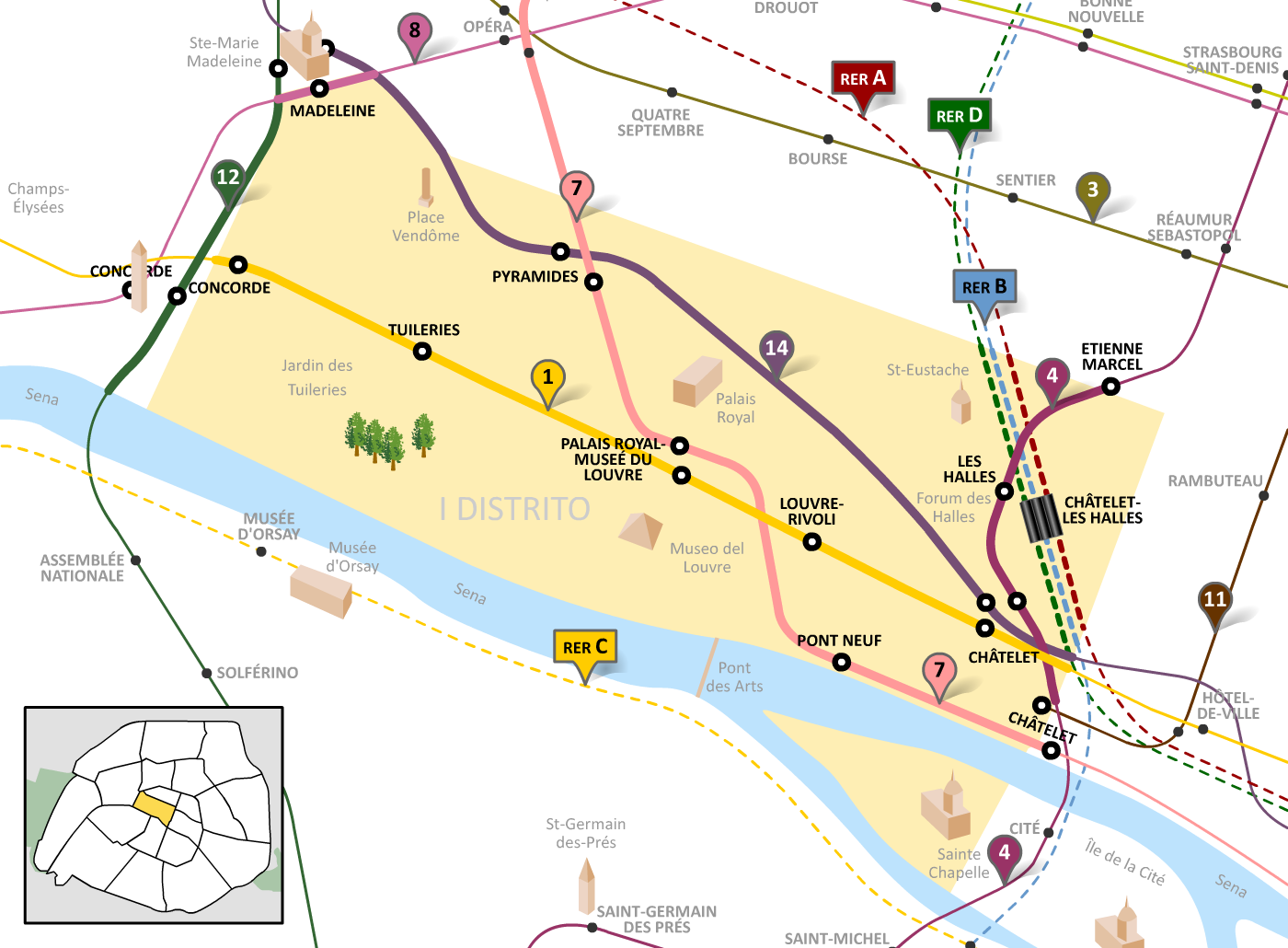
حمل و نقل: مترو و RER.

- Arc de Triomphe du Carrousel
- بانک فرانسه مرکز نظارت
- کمدی-فرانسز
- اعتبار فونسیه فرانسه دفتر مرکزی
- لوور
- گالری ورو-دودا
- محله له‌ال
- موزه هنرهای تزئینی
  - موزه مد و نساجی
  - موزه تبلیغات
- پله روایال
- کلیسای سنت-شپل
- باغ تویلری
  - گالری ملی ژو دو پوم
  - موزه اورانژی

### پل‌ها
- پون نوف
- پون ده آر

### خیابان‌ها و میدان‌ها
- خیابان اپرا
- خیابان ریوولی
- میدان واندوم و ستون واندوم